# Юрицине
Юри́цине — пасажирський залізничний зупинний пункт Запорізької дирекції Придніпровської залізниці на електрифікованій лінії Федорівка — Джанкой між станціями Сокологірне (11 км) та Партизани (14 км). Розташований біля села Пробудження Генічеського району Херсонської області.

## Пасажирське сполучення
До повномасштабного російського вторгнення в Україну на зупинному пункті Юрицине зупинялися приміські електропоїзди сполученням Запоріжжя — Новоолексіївка / Сиваш.